# خوسيه أنطونيو دوران
خوسيه أنطونيو دوران (بالإسبانية: José Antonio Durán)‏ هو ضابط أرجنتيني، ولد في 1810 في سان خوان في الأرجنتين، وتوفي في 1880 في بوينس آيرس في الأرجنتين.